# Orchesella villosa
Orchesella villosa is een springstaartensoort uit de familie van de Entomobryidae. De wetenschappelijke naam van de soort is voor het eerst geldig gepubliceerd in 1762 door Geoffroy. Het komt voor in Europa en is invasief in Noord-Amerika.

## Kenmerken
Met een gemiddelde lengte van zo'n 3,5 tot 5,5 mm is het een van onze grootste springstaarten. Het lichaam is altijd dicht behaard. Typisch heeft het kleine, onregelmatig verspreide vlekken over het lichaam, waarbij het derde en vierde abdominale segment vaak half-mondvormige dwarsbanden hebben in de voorste helft. De tweede en derde antennesegmenten zijn doorgaans tweekleurig, met lichte uiteinden, terwijl het eerste, vierde en vijfde segment licht van kleur zijn. De antennes zijn 3,5 keer de diagonaal van de kop en 0,75 keer de lichaamslengte. Over het algemeen heeft het lichaam een gele kleur met bruinpaarse vlekken.